# Soledar
Soledar (en ukrainien et en russe : Соледар), littéralement « don du sel », est une ville dans l'oblast de Donetsk, en Ukraine, mais de facto sous contrôle de la Russie et à ce titre incorporée dans la république populaire de Donetsk. Sa population s'élevait à 11 708 habitants en 2013.

## Géographie

### Situation
Soledar est située sur la rivière Bakhmouta, un affluent du Donets, dans le bassin hydrographique du fleuve Don. Elle se trouve à 80 km au nord de Donetsk.

### Transports
Soledar est située à 104 km de Donetsk par le chemin de fer et à 99 km par la route.

## Histoire

### Origine
La localité est connue depuis le dernier quart du XVIIe siècle et n'était qu'un village du nom de Bryantsevka. Ses habitants appartenaient au régiment cosaque d'Izioum ou bien venaient du nord de l'Ukraine.

### XIXesiècle
Le développement de la ville moderne, qui remonte à 1881, est lié au démarrage de l'extraction de sel de ses mines locales.

### XXesiècle
À l'époque soviétique, la ville fut nommée en 1926 Karlo-Libknekhtovsk (en russe : Карло-Либкнехтовск), ou Karlo-Libknekhtivsk (en ukrainien : Карло-Лібкнехтівськ), en hommage au révolutionnaire allemand Karl Liebknecht.
La ville a été occupée par l'armée allemande du 31 octobre 1941 à septembre 1943.
Le 5 juillet 1991, Karlo-Libknekhtovsk fut renommée Soledar, qui signifie « don du sel » en russe et en ukrainien et le 8 juillet 1999 deux localités lui sont adjointes: Dvouretche (1 200 habitants) et Sol (1 000 habitants).
Soledar compte un attrait touristique majeur : les galeries souterraines et les chambres des mines de sel qui sont également utilisées pour la spéléologie, le traitement de l'asthme et autres maladies pulmonaires.

### XXIesiècle
La ville prise par des insurgés de la république populaire de Donetsk au printemps 2014 a été reprise militairement par les forces gouvernementales de Kiev, le 21 juillet 2014.
L'usine de plâtre « Knauf » a été bombardée par l'armée russe, le 17 mai 2022.
La bataille de Soledar commencée en août 2022 se déroule à proximité de la ville pendant l'Offensive du Donbass. Cette ville, qui subit des assauts de plus en plus intensifs du groupe Wagner ainsi que du régiment d'élite des Troupes aéroportées de la fédération de Russie VDV est l'un des « points chauds » de la guerre russo-ukrainienne au début de l'année 2023. Volodymyr Zelensky déclare le 9 janvier 2023 : « Tout le territoire de Soledar est couvert de cadavres [...] et porte les cicatrices des explosions ». Le 13 janvier 2023, avec l'aide du groupe paramilitaire Wagner, la Russie prend en partie le contrôle de la ville, ce que Kiev dément[réf. nécessaire]. Kiev tenant jusqu'au 18 janvier, les quartiers ouest de la ville et résistant. L’armée ukrainienne reconnaît le 25 janvier 2023 avoir cédé aux Russes la ville de Soledar.

## Population
Recensements (*) ou estimations de la population :
| 1923* | 1926* | 1959* | 1970*  | 1979*  |
| ----- | ----- | ----- | ------ | ------ |
| 1 244 | 1 499 | 7 148 | 11 228 | 10 821 |

| 1989*  | 2001*  | 2011   | 2012   | 2013   |
| ------ | ------ | ------ | ------ | ------ |
| 12 305 | 13 151 | 11 898 | 11 799 | 11 708 |

Langue maternelle lors du recensement ukrainien de 2001 :
- Ukrainien 60,1%
- Russe 39,4%
- Arménien 0,1%
- Biélorusse 0,1%

## Économie
Les principales entreprises de la ville sont liées à l'exploitation minière et aux industries de transformation.
L'entreprise d'État Association Artyomsol réalise l'extraction et le traitement du sel gemme et Knauf Gips Donbass est une filiale du producteur allemand de matériaux de construction Knauf. La production annuelle, en temps de paix, est de sept millions de tonnes de minéral.

## Galerie

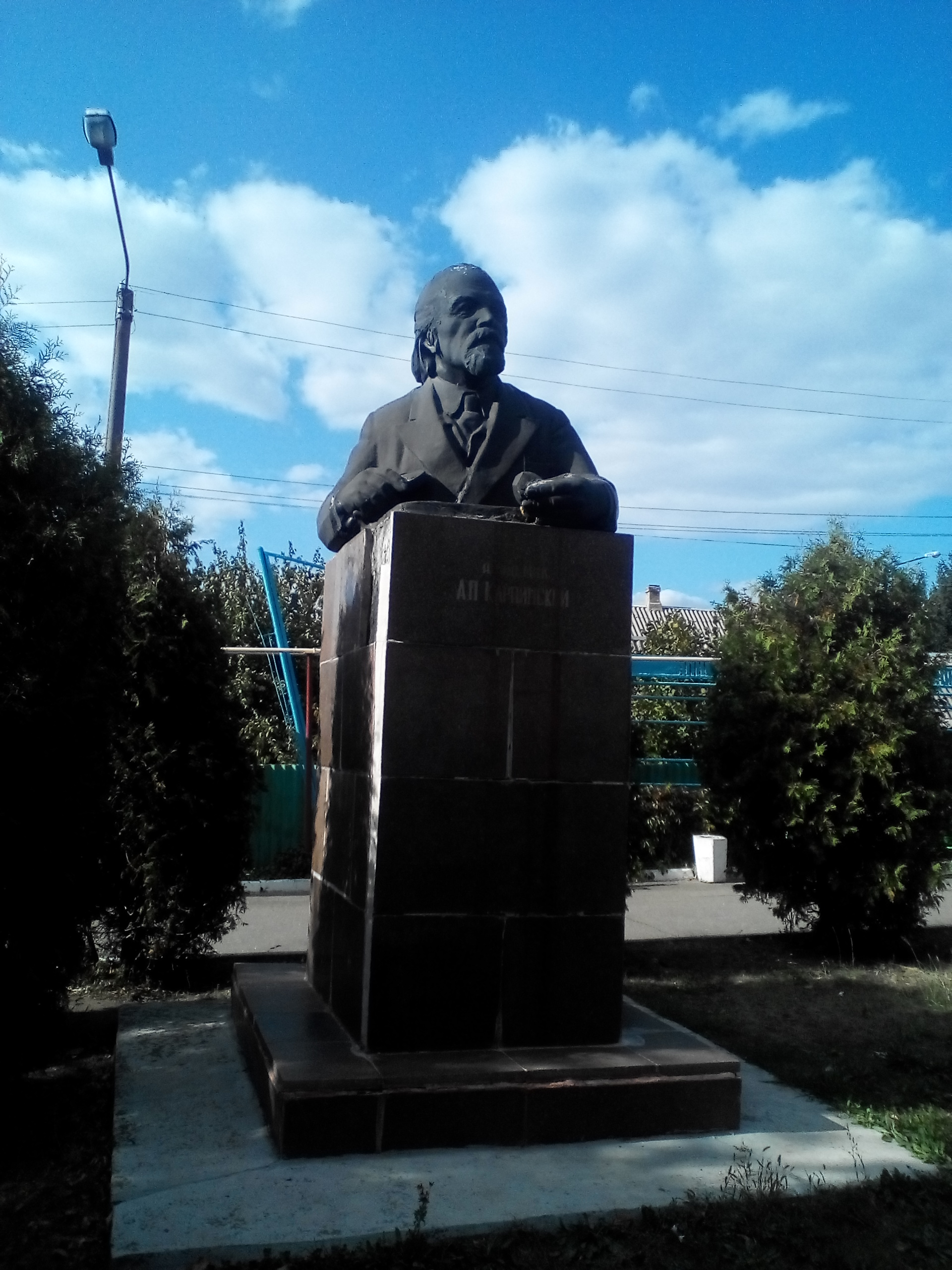
Buste du géologue Alexandre Karpinski.
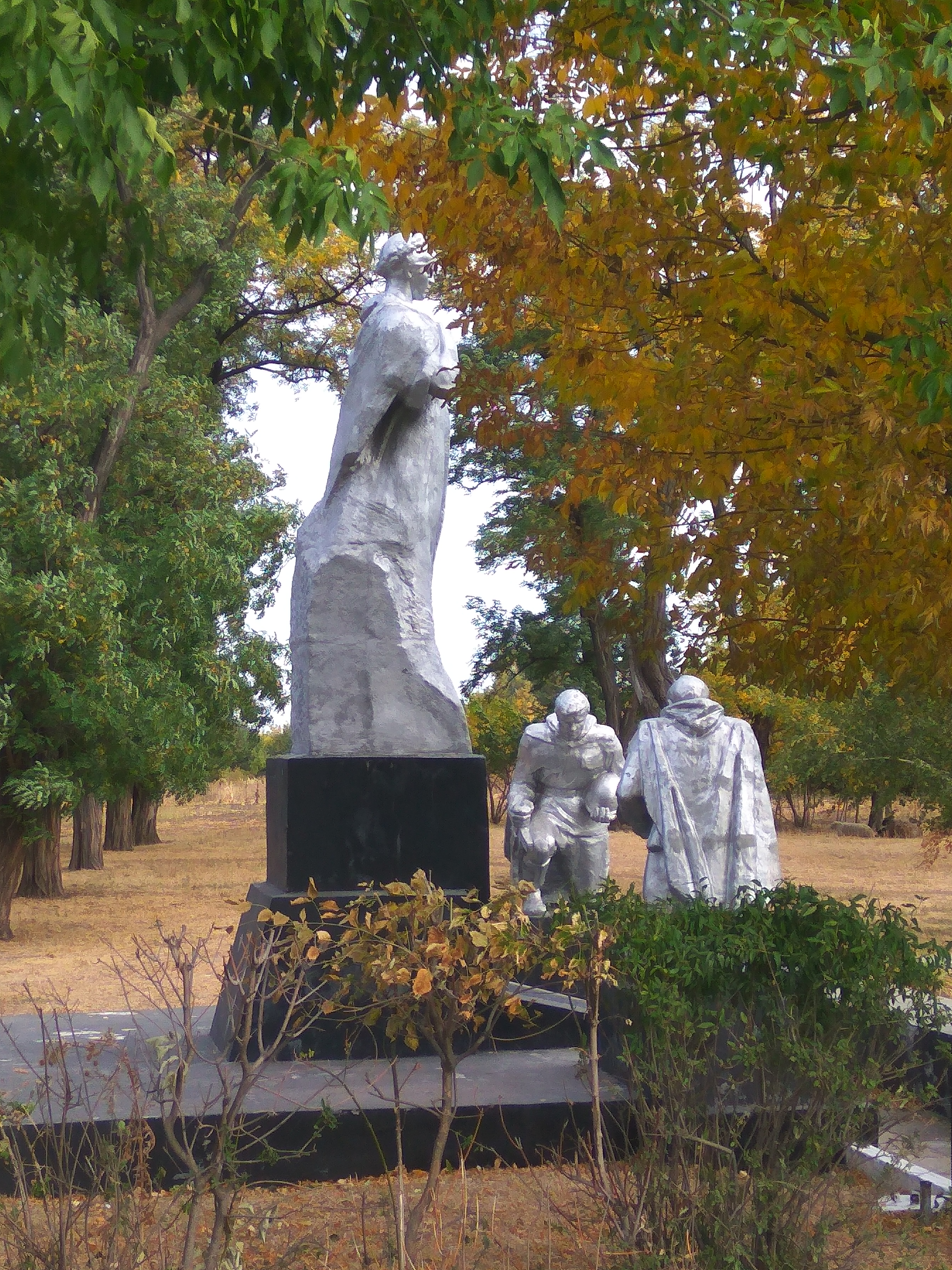
Monument aux morts de la Grande Guerre patriotique.
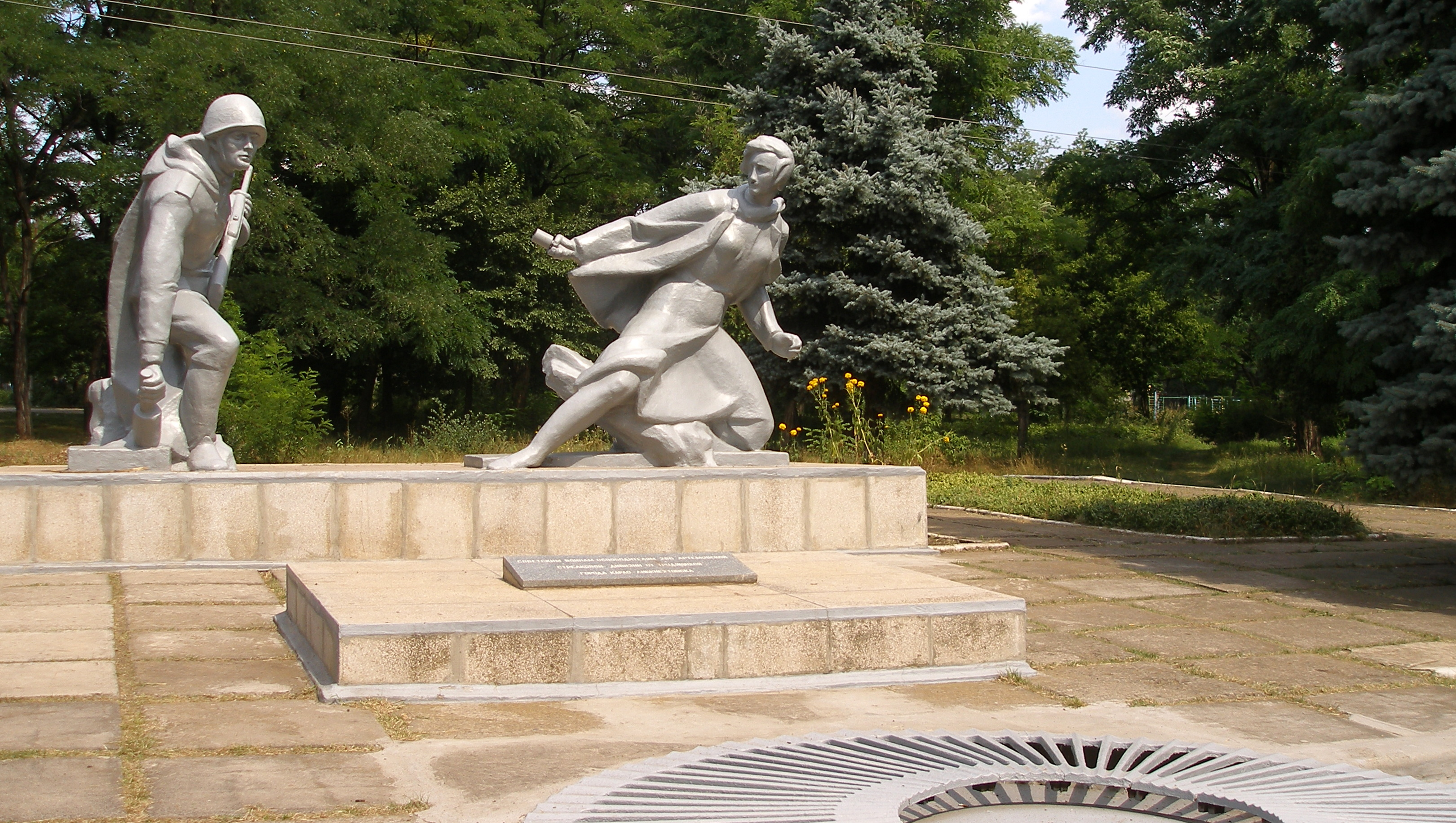
Monument en l'honneur de la libération de la ville par l'Armée rouge.
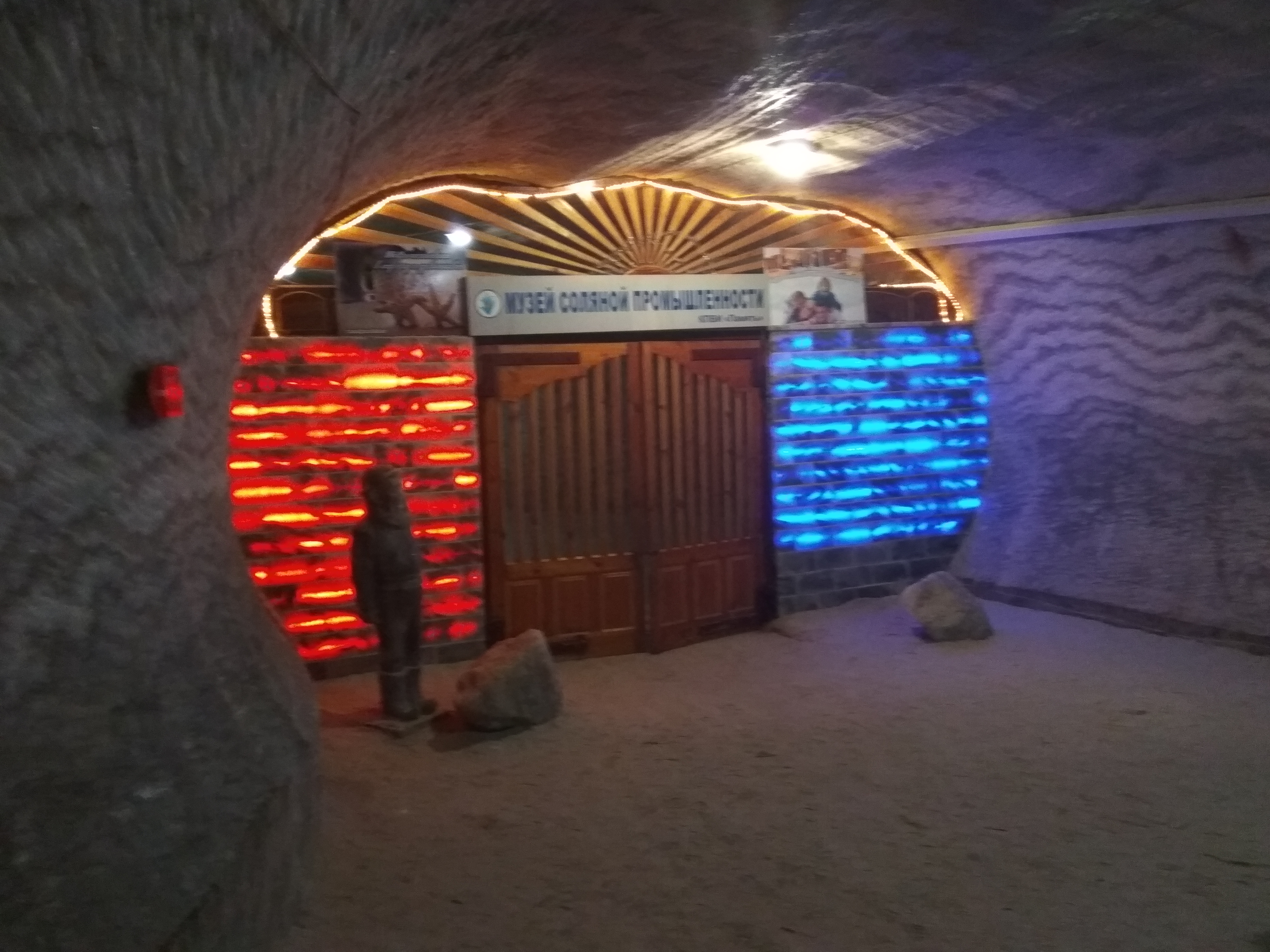
La mine de sel.